# بیبن تراک
بیبن تراک (انگلیسی: BeiBen Truck) شرکت خودروسازی چینی است، که در سال ۱۹۸۸ تأسیس شد.